# 撒旦诗篇
《撒旦诗篇》（英語：The Satanic Verses，另譯名為魔鬼诗篇），是印度裔英國作家萨尔曼·鲁西迪的第4部小说，出版於1988年9月26日，其灵感来源于伊斯蘭教先知穆罕默德的生活。在英国，《撒旦诗篇》得到评论界的广泛接受，它曾是1988年布克奖的候选作品，但最终输给了彼得·凯利《奥斯卡与露辛达》。

## 全球追殺令
在伊斯兰国家，《撒旦诗篇》引发了大论战，因为许多穆斯林指责该书亵渎伊斯兰教先知穆罕默德。1989年2月16日，鲁西迪遭伊朗精神领袖何梅尼下达追杀令。在这次伊斯兰教判决之后，鲁西迪被置於英国警方保护之下，英伊兩國甚至一度斷交。尽管伊朗於1998年发表了一份妥协的声明，鲁西迪也表示不再继续躲躲藏藏的生活，但至今伊朗宣布的死刑判决并未废除。
《撒旦诗篇》的各國翻译者与出版者中已有多人遇襲受傷甚至身亡。1991年7月3日，義大利文版翻譯Ettore Capriolo在米蘭遇刺重傷，1991年7月11日，日文版翻譯五十嵐一遇刺身亡，他的屍體在筑波大學樓梯間被發現，1993年7月2日，土耳其文版翻譯阿吉兹·涅辛在土耳其錫瓦斯下榻的旅館遭到暴民縱火，37人死亡，1993年10月，挪威版出版商William Nygaard在奧斯陸遭槍擊3次倖存。悬赏追杀作者的奖金被一再提高，现在已经高达3百万美元。激进团体还坚称，追杀令依然有效。
2022年8月12日，萨尔曼·鲁西迪於美國紐約州的演講上遇刺受傷。鲁西迪的遇袭重燃各界對言论自由的辩论。

## 中文版
- 《魔鬼詩篇》，雅言文化，2002年10月，譯者閻紀宇（出版時署名「佚名」）[5]，ISBN 978-986-80180-1-3。